# Calocheiridius braccatus
Calocheiridius braccatus es una especie de arácnido del orden Pseudoscorpionida de la familia Olpiidae.

## Distribución geográfica
Se encuentra en África Central.